# Mughalzhar
De Mughalzhar of Mugalzhar (Kazachs: Мұғалжар тауы, Mughalzjar taūy, Russisch: Мугоджары; Moegodzjary of Мугоджарский хребет; Moegodzjarski chrebet), ook Moegojar, Moegozjar of Moegozar genoemd, is een serie heuvelruggen in het noordwesten van Kazachstan, die zich uitspreiden over een lengte van 440 kilometer. Door sommige geografen wordt het gezien als de zuidelijke uitloper van de Oeral. De Mughalzhar is verbonden met de Zuidelijke Oeral door de Goeberlinskiheuvels (Губерлинские горы). De Mughalzhar vormt de waterscheiding tussen de bekkens van de Kaspische Zee en het Aralmeer.
De eigenlijke Mughalzhar heeft een lengte van 200 kilometer en een breedte tot 30 kilometer. De heuvelruggen starten bij de rivier de Or als een smalle rug die zich verderop splitst in twee ruggen: de Oostelijke Mughalzhar en de Westelijke Mugalzhar. De hoogste piek is de Boqtybay met 657 meter in de Oostelijke Mugalzhar. De belangrijkste rivieren die in de heuvelruggen ontspringen zijn de Or, Emba en Irgiz. De Mugalzhary worden vooral gekenmerkt door steppe met her en der uitstekende rotsen. In de lager gelegen gedeelten bevinden zich kleine berkenbossen.
In brede zin omvat de Mughalzhar ook een aantal omliggende hooglanden en heuvels. De belangrijkste hiervan zijn het Oeral-Tobolsk Plateau en de Noordelijke Mugalzhar, die de verbinding vormen met de Goeberlinskiheuvels.
Door de Mughalzhar loopt de spoorlijn van Kandıagaş naar Arıs.

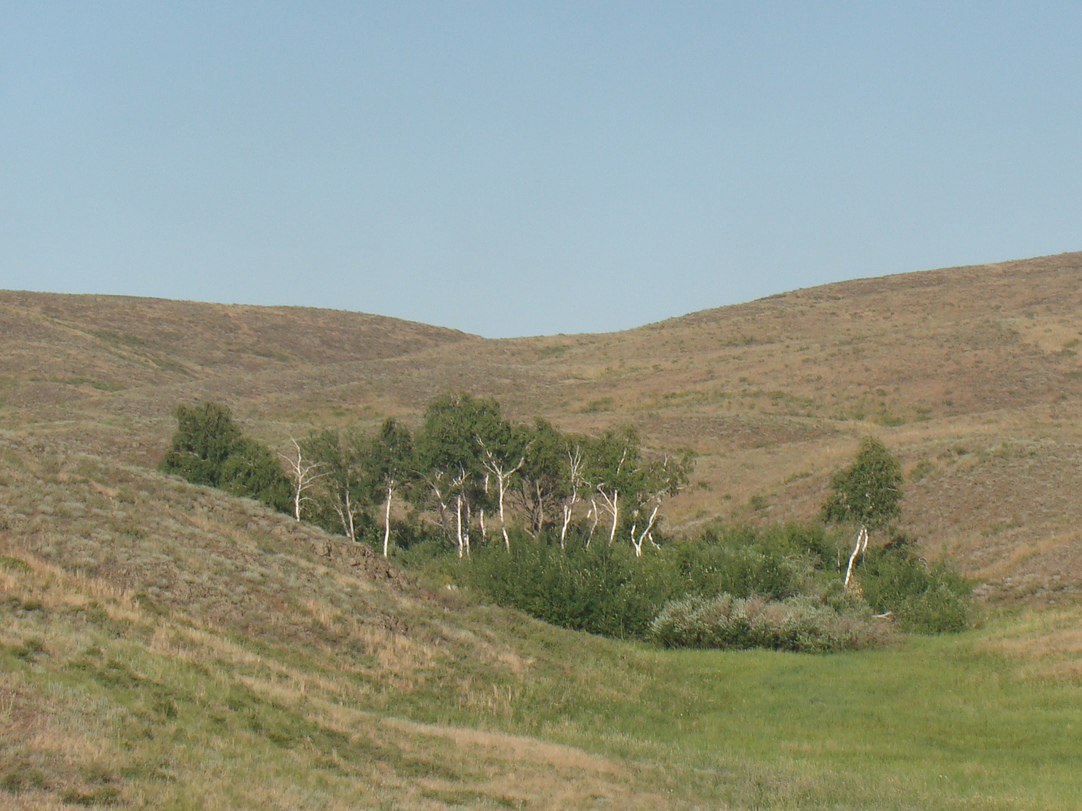
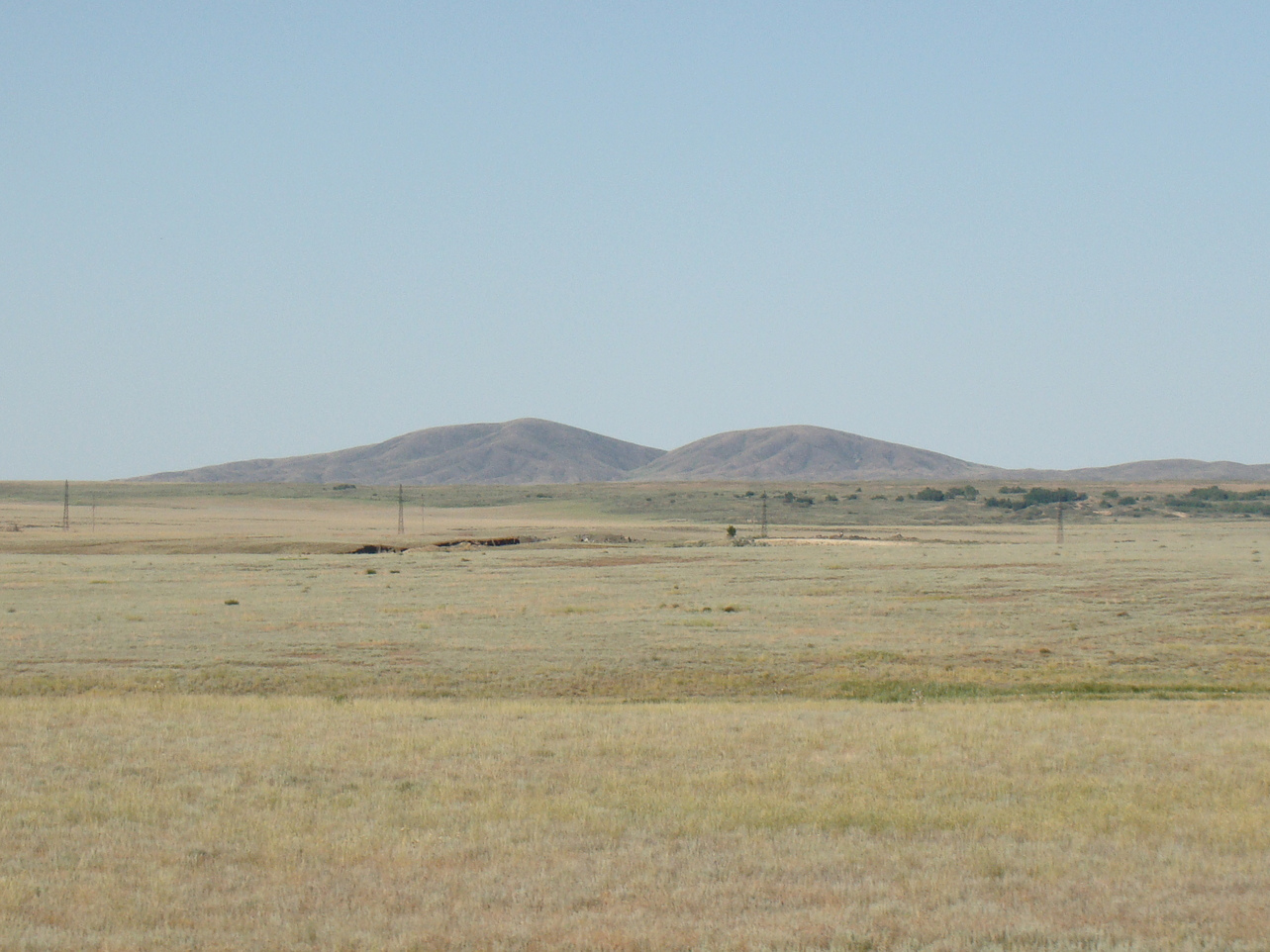
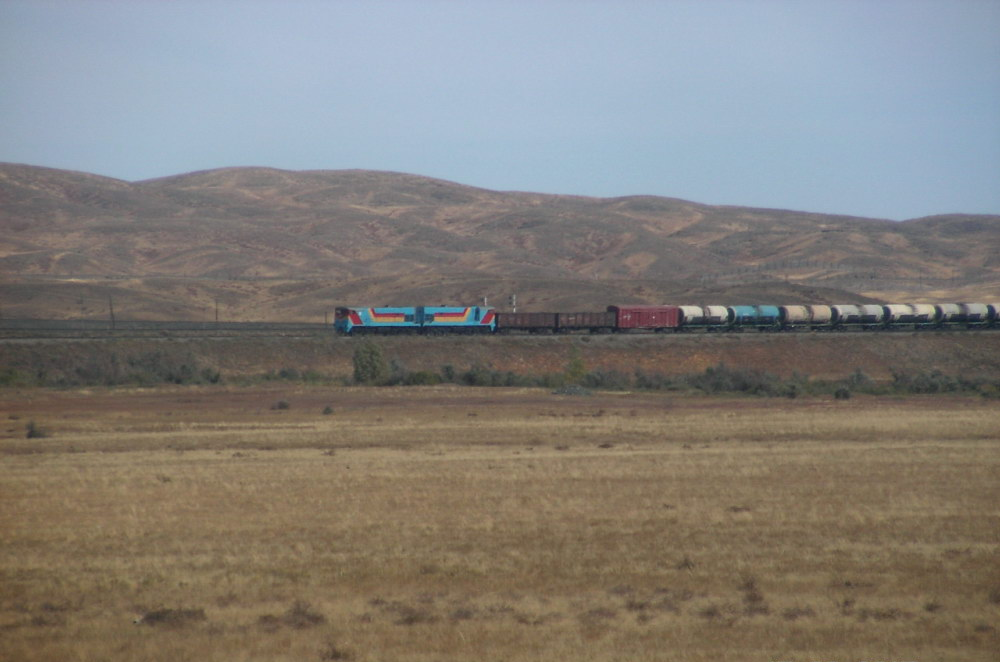
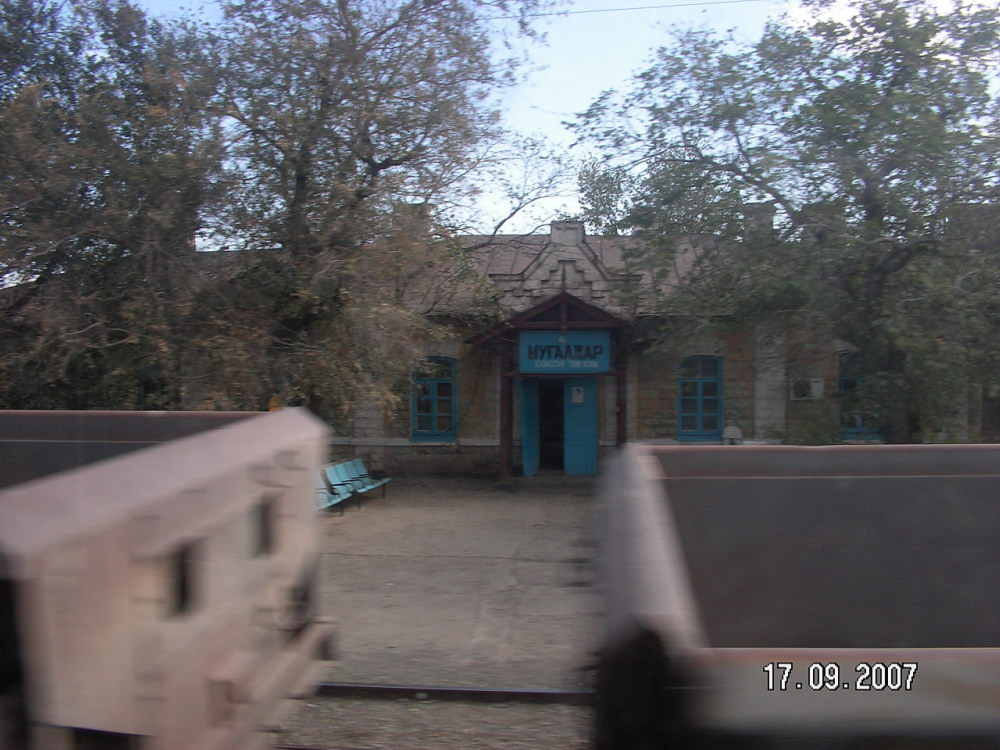